# 本多忠堅
本多 忠堅（ほんだ ただかた、明和3年5月22日（1766年6月28日） - 天明6年（1786年）5月）は江戸時代の旗本。泉藩主本多忠籌の4男。

## 概要
明和3年（1766年）5月22日奥州泉に生まれる。母は忠籌側室で家臣後藤氏の娘・里瀬。
天明5年（1785年）12月4日、本多栄之進忠保の養子に入る。翌天明6年（1786年）2月、三河国足助7000石を賜る。同年5月、21歳で死去。海福寺に葬られた。